# Sévérac-l’Église
Sévérac-l’Église ist eine frühere französische Gemeinde mit zuletzt 420 Einwohnern (Stand 1. Januar 2020) im Département Aveyron in der Region Midi-Pyrénées. Als Gemeinde gehörte sie zum Arrondissement Rodez. Die Einwohner werden Sévéraguais und Sévéraguaises genannt.
Der Erlass des Präfekten vom 25. November 2015 legte mit Wirkung zum 1. Januar 2016 die Eingliederung von Sévérac-l’Église als Commune déléguée zusammen mit der früheren Gemeinde Laissac zur neuen Commune nouvelle Laissac-Sévérac l’Église fest.

## Geografie
Sévérac-l’Église liegt etwa 22 Kilometer ostnordöstlich von Rodez.
Umgeben wird Sévérac-l’Église von den Nachbargemeinden und der Commune déléguée von Laissac-Sévérac l’Église:
|                            | Palmas d’Aveyron                            |                   |
| Laissac (Commune déléguée) | Kompassrose, die auf Nachbargemeinden zeigt | Gaillac-d’Aveyron |
|                            | Ségur                                       |                   |

## Bevölkerungsentwicklung

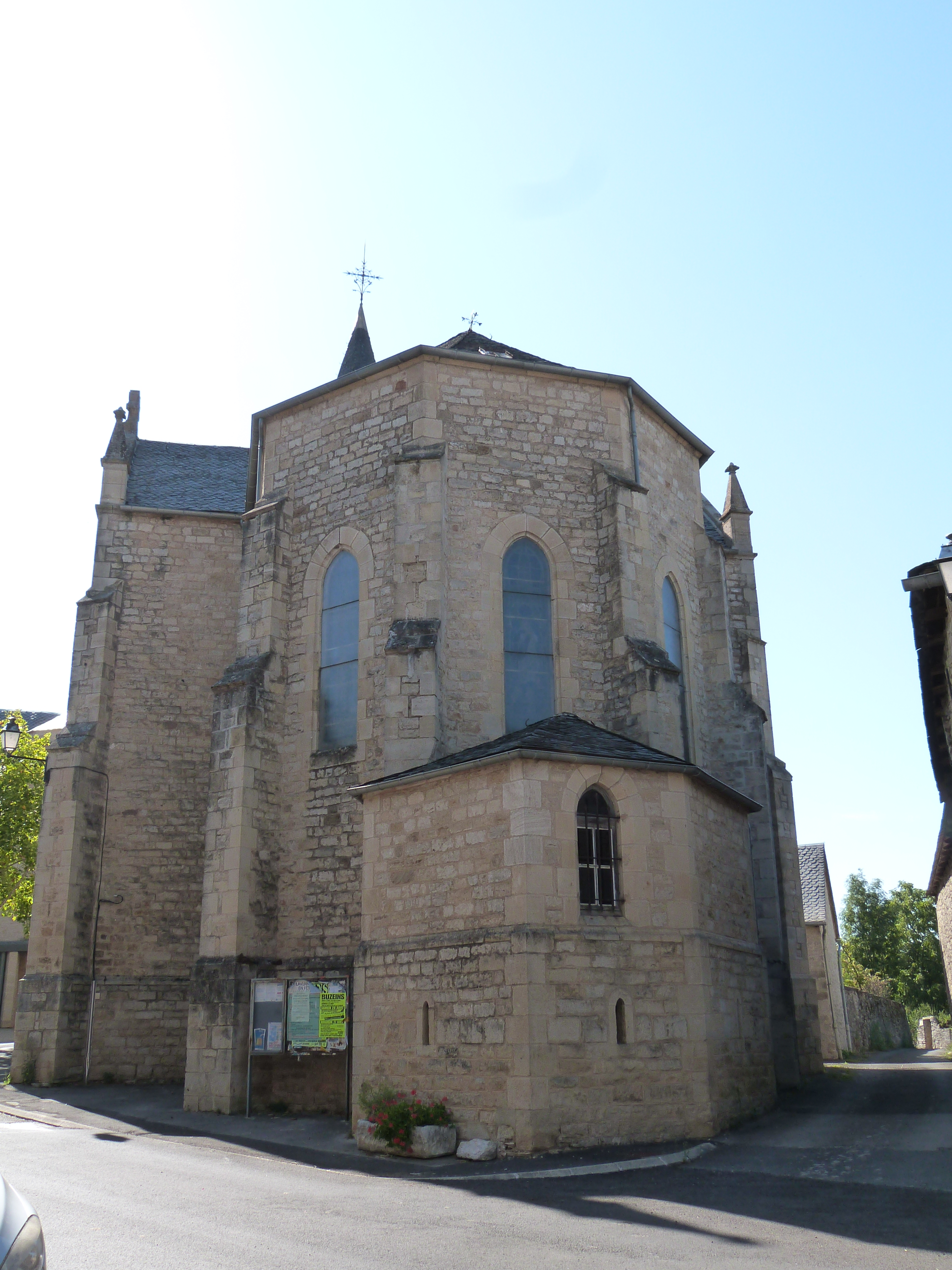
Apsis der Himmelfahrts-Kirche

| Sévérac-l’Église: Einwohnerzahlen von 1793 bis 2020                                                                        | Sévérac-l’Église: Einwohnerzahlen von 1793 bis 2020 | Sévérac-l’Église: Einwohnerzahlen von 1793 bis 2020 | Sévérac-l’Église: Einwohnerzahlen von 1793 bis 2020 | Sévérac-l’Église: Einwohnerzahlen von 1793 bis 2020 |
| --- | --------------------------------------------------- | --------------------------------------------------- | --------------------------------------------------- | --------------------------------------------------- |
| Jahr |                                                     |                                                     |                                                     | Einwohner                                           |
| 1793 | 1793                                                |                                                     | 526                                                 | 526                                                 |
| 1800 | 1800                                                |                                                     | 584                                                 | 584                                                 |
| 1806 | 1806                                                |                                                     | ?                                                   | ?                                                   |
| 1821 | 1821                                                |                                                     | ?                                                   | ?                                                   |
| 1831 | 1831                                                |                                                     | ?                                                   | ?                                                   |
| 1836 | 1836                                                |                                                     | 630                                                 | 630                                                 |
| 1841 | 1841                                                |                                                     | 600                                                 | 600                                                 |
| 1846 | 1846                                                |                                                     | 628                                                 | 628                                                 |
| 1851 | 1851                                                |                                                     | 604                                                 | 604                                                 |
| 1856 | 1856                                                |                                                     | 610                                                 | 610                                                 |
| 1861 | 1861                                                |                                                     | 550                                                 | 550                                                 |
| 1866 | 1866                                                |                                                     | 534                                                 | 534                                                 |
| 1872 | 1872                                                |                                                     | 530                                                 | 530                                                 |
| 1876 | 1876                                                |                                                     | 540                                                 | 540                                                 |
| 1881 | 1881                                                |                                                     | 538                                                 | 538                                                 |
| 1886 | 1886                                                |                                                     | 584                                                 | 584                                                 |
| 1891 | 1891                                                |                                                     | 589                                                 | 589                                                 |
| 1896 | 1896                                                |                                                     | 619                                                 | 619                                                 |
| 1901 | 1901                                                |                                                     | 568                                                 | 568                                                 |
| 1906 | 1906                                                |                                                     | 515                                                 | 515                                                 |
| 1911 | 1911                                                |                                                     | 505                                                 | 505                                                 |
| 1921 | 1921                                                |                                                     | 435                                                 | 435                                                 |
| 1926 | 1926                                                |                                                     | 465                                                 | 465                                                 |
| 1931 | 1931                                                |                                                     | 477                                                 | 477                                                 |
| 1936 | 1936                                                |                                                     | 472                                                 | 472                                                 |
| 1946 | 1946                                                |                                                     | 517                                                 | 517                                                 |
| 1954 | 1954                                                |                                                     | 551                                                 | 551                                                 |
| 1962 | 1962                                                |                                                     | 486                                                 | 486                                                 |
| 1968 | 1968                                                |                                                     | 428                                                 | 428                                                 |
| 1975 | 1975                                                |                                                     | 422                                                 | 422                                                 |
| 1982 | 1982                                                |                                                     | 366                                                 | 366                                                 |
| 1990 | 1990                                                |                                                     | 415                                                 | 415                                                 |
| 1999 | 1999                                                |                                                     | 418                                                 | 418                                                 |
| 2006 | 2006                                                |                                                     | 424                                                 | 424                                                 |
| 2013 | 2013                                                |                                                     | 429                                                 | 429                                                 |
| 2020 | 2020                                                |                                                     | 420                                                 | 420                                                 |
| Quelle(n): EHESS/Cassini bis 1999, INSEE ab 2006 Anmerkung(en): Ab 1962 offizielle Zahlen ohne Einwohner mit Zweitwohnsitz |                                                     |                                                     |                                                     |                                                     |

## Sehenswürdigkeiten
- Dolmen von Les Cayroules, Parzelle der archäologischen Fundstätte ist seit 1995 als Monument historique eingeschrieben
- Himmelfahrts-Kirche
- Schloss Les Bourins